# Ligne de Mees
Pour les articles homonymes, voir Mees.
 Mise en garde médicale
Les lignes de Mees ou lignes d'Aldrich–Mees, également appelées leukonychia striata, sont des lignes blanches de décoloration sur les ongles des doigts et des orteils (leuconychie).
L'étymologie du terme leuconychie peut se scinder en deux radicaux : Leuco du grec ancien λευκός, leukós (blanc) et Onycho du grec ancien ὄνυξ, ὄνυχος, ónux, ónukhos (ongle).

## Présentation
Ce sont généralement des bandes blanches traversant la largeur de l'ongle. Au fur et à mesure que l'ongle grandit, elles se déplacent vers l'extrémité et disparaissent finalement lorsque l'ongle est coupé.

## Causes
Les lignes, ou rides de Mees apparaissent après un épisode d'intoxication à l'arsenic, au thallium ou à d'autres métaux lourds, ou au sélénium, et peuvent également apparaître si le sujet souffre d'insuffisance rénale. Elles ont été observées chez des patients en chimiothérapie.

## Éponyme et histoire
Bien que le phénomène porte le nom du médecin néerlandais R. A. Mees, qui a décrit l'anomalie en 1919, des descriptions antérieures de la même anomalie ont été faites par l'Anglais E. S. Reynolds en 1901 et par l'Américain C. J. Aldrich en 1904.